# Alexei Jakowlewitsch Schtscherbakow
Alexei Jakowlewitsch Schtscherbakow (russisch Алексей Яковлевич Щербаков, wiss. Transliteration Alexej Jakovlevič Ščerbakov; * 1901; † 1978) war ein sowjetischer Flugzeugkonstrukteur.

## Leben
Schtscherbakow absolvierte das Technologische Institut in Charkow 1929. Er arbeitete von 1926 bis 1935 im OKB von Konstantin Kalinin. Er übernahm nach der Verhaftung Kalinins im April 1935 das Konstruktionsbüro (OKB z-da 18) und leitete es bis August 1935. Anschließend ging er nach Moskau an das Institut der sowjetischen Luftflotte und war in der Abteilung für spezielle Konstruktionen (OSK, Otdel Spezkonstruktzi) tätig.
Er entwickelte dort Druckkabinen, die in den Jagdflugzeugen Polikarpow I-15bis, I-16 und I-153 getestet wurden. Ebenfalls beteiligt war er an der Konstruktion des Raketengleiters RP-318-I und den als Zusatzantrieb getesteten Staustrahltriebwerken PRWD. Bereits 1939 arbeitete er im KB-5 an dem speziellen Höhenjagdflugzeug IWS, das nach dem Krieg zum Senkrechtstarter WSI mit schwenkbaren Strahlturbinen an den Flügelenden weiterentwickelt und teilweise getestet wurde. Mit Beginn des Krieges war er im OKB z-da 482 beschäftigt und beteiligte sich zusammen mit Wladimir Mjassischtschew an der Entwicklung des Höhen-Bombenflugzeuges DWB-102.
1942 begann er mit der Entwicklung des Transportflugzeuges Schtsche-2. Es entstand das OKB z-da 47, das von 1943 bis 1946 bestand und die Fertigung des Flugzeuges begleitete.
Nach dem Zweiten Weltkrieg arbeitete er in dem OKB Koroljows für die Raumfahrt und dann bei Lawotschkin, wo er auch das Projekt WSI verwirklichte.